# Hayle
Koordinaten: 50° 11′ N, 5° 25′ W
| \| Hayle \|    |
| Lage von Hayle |
| Hayle          |

| Hayle |

Hayle (Kornisch: Heyl) ist eine kleine Stadt und eine Gemeinde im ehemaligen District Penwith der Grafschaft Cornwall in England und besitzt einen Frachthafen.
Die Gemeinde entstand, als diese sich aus einem Teil der ehemaligen Gemeinde Phillack abspaltete. Im Jahr 1935 schloss sie sich mit Phillack wieder zusammen und 1937 kamen weitere Gebiete aus der Gemeinde St Erth hinzu. Das heutige Hayle grenzt im Westen an St Ives, im Süden an St Erth, im Osten an Gwinear-Gwithian und im Norden an den Bristolkanal.
Der Name der Stadt stammt vom kornischen Wort heyl, das übersetzt Flussmündung bedeutet.
Gelegen ist der Ort im südöstlichen Teil der St Ives Bay an der Mündung des Hayle River.

## Geschichte
Das Gebiet an der Mündung des Hayle River war bereits in der Bronzezeit bewohnt. Das heutige Hayle wurde erst während der industriellen Revolution im 18. Jahrhundert erbaut. Eine weitere Siedlung aus der Eisenzeit wurde auf einem Hügel oberhalb der Flussmündung gefunden. Handelsbeziehungen zum Mittelmeer konnten durch Keramikfunde nachgewiesen werden.
Obwohl die Römer Cornwall nie vollständig eroberten, wird vermutet, dass der rechteckige Friedhof der St Uny's Church bei Lelant einst eine römische Festung war. Nach dem Rückzug der Römer gab es einen Zustrom irischer Missionare, nach welchen heute noch einige Orte in Cornwall benannt sind. Eine Reihe von Inschriften und Steinen zeugen noch davon. Berichte über die Heiligen Samson und Petroc weisen darauf hin, dass sich bereits im 6. Jahrhundert ein kleiner Hafen in Hayle befand.

### Mittelalter

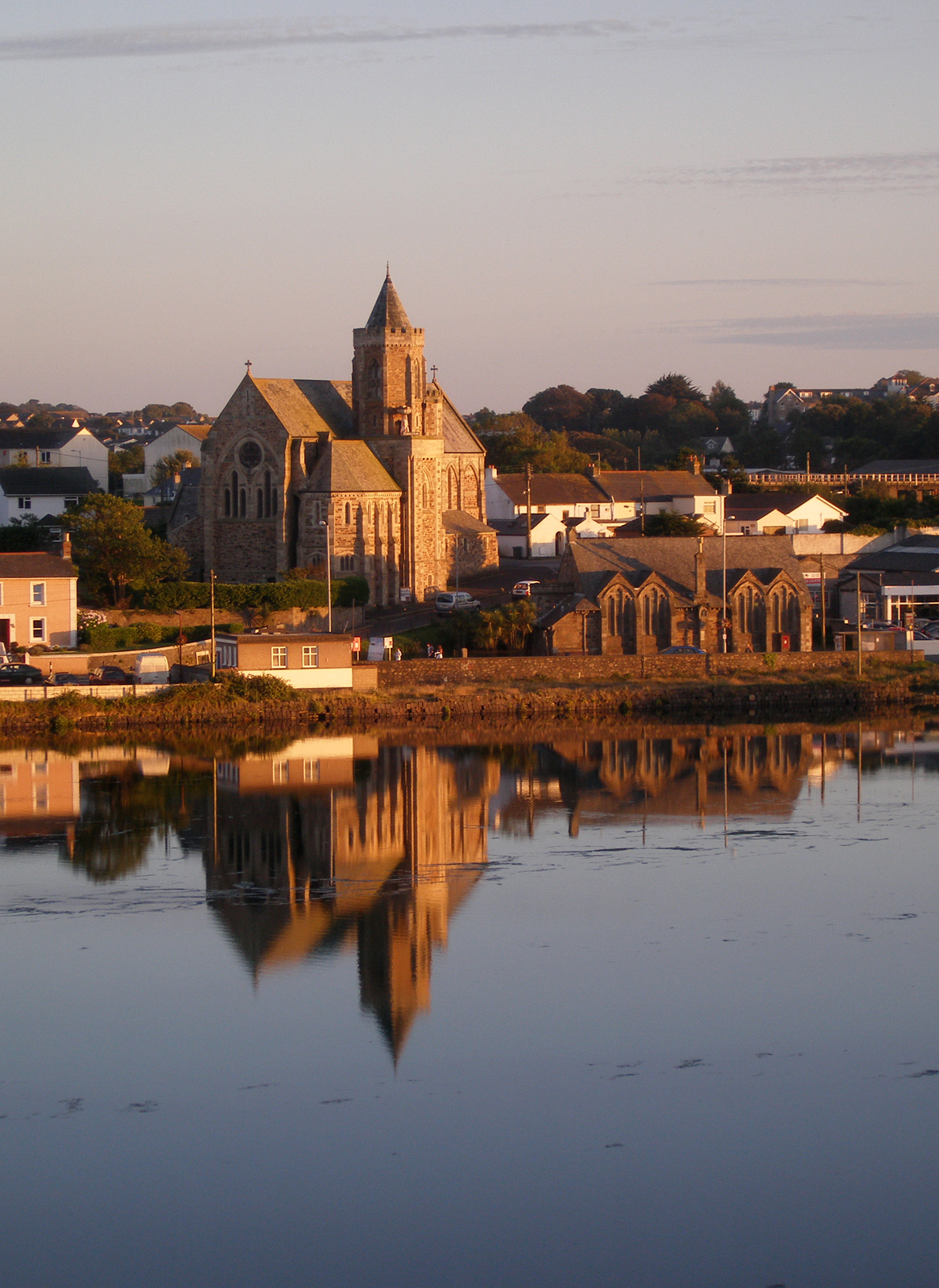
Blick auf die Pfarrkirche

Das Domesday Book berichtet über keine größere Siedlung in dem heutigen Gebiet der Kleinstadt. Festgehalten in dem historischen Reichsgrundbuch sind das Herrenhaus Conardition und das Herrenhaus Concerton, welches sich in der Nähe von Gwithian befand. Im 13. Jahrhundert ging Concerton in den Besitz der Familie Arundel über. Im frühen 19. Jahrhundert wurde es an die Cornish Copper Company verkauft. Des Weiteren sollen sich mehrere Gehöfte verstreut über das Land befunden haben.
Die erste urkundliche Erwähnung über eine Siedlung an der Mündung des Hayle stammt aus dem Jahre 1130. Dort werden die Kirche von Phillack, die dem Heiligen Felec von Cornwall geweiht war, und die umliegenden Gebäude als Egloshayle (Eglos = Kirche; hayle = Mündung) bezeichnet.
Erst im Jahre 1265 wird über eine Siedlung namens Hayle berichtet, die eine Ansammlung von Häusern und umliegenden Gehöften war.